# Наколно жилище
Наколно жилище (от думата „кол“, т.е – на пръти) е къща, издигната върху дървени колони над повърхността на земята или над воден басейн.
Музеи на открито с реконструирани наколни селища има в Германия (Унтерулдинген), в Швейцария (Цюрих) и в Гърция (Дупяк).

## Разпространение
Ранните археолози като Фердинанд Келер смятат, че наколните жилища са оформяли цели изкуствени острови, но днес (XX - XXI век) е ясно, че повечето от селища, изградени от такива сгради, са били разположени на езерни брегове, които и са наводнени по-късно. Във времената на Неолита и на Бронзовата епоха наколни селища се срещат в района на Алпите и на Балканския полуостров. Остатъци от такива са откривани, например в езерата Мондзе и Атерзе в Горна Австрия и в Костурското езеро край село Дупяк (Диспилио), Гърция. В България наколно селище от Бронзовата епоха е открито във Варненското езеро между Варна и село Страшимирово. В Алпите, в Западна Африка, както и в България, хамбарите и в по-ново време често са издигани на наколни платформи.
- Сграда на колони в условията на вечна замръзналост
- Наколен фундамент в Якутск, град намиращ се във вечна замръзналост.

Под впечатление от наколните селища в езерото Маракайбо, Америко Веспучи нарича страната Венецуела – тоест Малката Венеция. В съвременността наколните жилища продължават да бъдат популярни в части от Югоизточна Азия, Папуа Нова Гвинея, Западна Африка и Южна Америка, особено по поречията на реките Ориноко и Амазонка. Езерни селища има все още в региона на Бенин (в селището Ганвие) и в Бирма/Мианмар (на езерото Инле).
Модерните сгради в условията на вечна замръзналост като се изграждат конструкции, забити дълбоко в замръзналата земя, а самата обитаема част на сградата се строи на някакво разстояние от земята, за да не се нарушава вечната замръзналост на почвата, така че чрез тази изолация да се предотврати топенето на фундамента от топлината на сградата.